# Luna 21
Luna 21 (ryska: Луна-21) var en sovjetisk rymdsond i Lunaprogrammet. Rymdsondens huvuduppgift var att ta landsätta Lunochod 2 på månen.
Rymdsonden sköts upp från Bajkonur den 8 januari 1973, med en Proton-K/D raket.
Farkosten gick in i omloppsbana runt månen den 12 januari 1973. Den 15 januari 1973 landade farkosten i Le Monnier kratern.

### Fotnoter
1. ↑  ”NASA Space Science Data Coordinated Archive” (på engelska). NASA. https://nssdc.gsfc.nasa.gov/nmc/spacecraft/display.action?id=1973-001A. Läst 25 mars 2020.